# Монтейру, Домингуш
Доми́нгуш Монте́йру Пере́йра Жу́ниор (порт. Domingos Monteiro Pereira Júnior; 6 ноября 1903, Баркейруш — 17 августа 1980, Лиссабон) — португальский адвокат, писатель и поэт, один из наиболее признанных авторов португальской литературы 1940—1960-х годов.

## Жизненный путь и творчество
Отец занимался виноторговлей. В 1904 году вместе с родителями отправился в Бразилию. В 1909 году семья вернулась из Бразилии и обосновалась в Мезан Фриу. С 1913 года проходил обучение экстерном в лицее Камилу Каштелу Бранку в Вила Реал. В 1919 году поступил на юридический факультет Лиссабонского университета.
В 1931 году защитил диссертацию в области права Bases da Organização Política dos Regimes Democráticos («Основы политического устройства демократических режимов»). В 1932 году стал участником либерального движения Renovação Democrática («Демократическое обновление»). Блестяще выступал в судах в защиту оппозиционеров политики Нового государства. Прекратил адвокатскую деятельность в конце 1930-х годов. Основал издательство Sociedade de Expansão Cultural (Общество культурного развития). В 1958 году стал сотрудником Отдела передвижных библиотек Фонда Калоушту Гулбенкиана (Serviço de Bibliotecas Itinerantes da Fundação Calouste Gulbenkian), а в 1974 году был назначен руководителем этого отдела . С 1974 года финансировал издание еженедельника A Pátria («Отечество»). В 1976 году выступал в защиту демократических свобод при попытке восстановления тоталитарного режима. А́лвару Куньял хвалебно отзывался о Домингуше Монрейру в работе Rumo à Vitória («Путь к победе», 1964).
Был дважды женат: с 1938 года на Марии Палмире де Агилар Кеймаду (Maria Palmira de Aguilar Queimado) и с 1971 года на Ане Марии де Каштру Мелу и Тровишкейре (Ana Maria de Castro Melo e Trovisqueira).
В литературе выступил как автор художественных произведений (поэзия и проза), театральной пьесы и политических эссе. Домингуш Монтейру испытал воздействие русской натуральной школы и французского натурализма, в его произведениях ощущается атмосфера приключений и мечтаний. Переводил произведения Бальзака (ISBN 978-972-7089-08-6), Достоевского («Дядюшкин сон»), Томаса Манна (ISBN 972-708-737-X), Мопассана, По, Марка Твена («Принц и нищий»; ISBN 978-989-641-305-7). Название рассказа «Добро и Зло» (O Mal e o Bem, 1945) отсылает читателя к творчеству Достоевского, избранного португальским писателем в качестве образца собственной прозы.
Исследователи творчества Домингуша Монтейру отмечают, что главной в его произведениях выступает тема Судьбы — персонажи ощущают, что их жизнь подчиняется ей, хотя порой им и удаётся её превзойти. Литературный критик Еужениу Лижбоа (Eugénio Lisboa) отметил, что реальное в его сочинениях выступает не только как реальное, а соседствует со сверхъестественным, «привычная каждодневность неожиданно наполняется мифическим и символическим». Мнение о преобладании фантастических, дьявольских, магических и сверхъестественных элементов разделили Клэр Паолини (Claire Paolini) и А́лвару Рибейру (Álvaro Ribeiro). Обретая силу, такие мотивы превращают человеческие судьбы в сущие драмы.
С 2000 года началась публикация 7-томного издания сочинений, включившего в 1-й том поэзию, во 2—5-й тома — рассказы и новеллы, в последний том вошли эссе.

## Премии и звания
- 1965 — Национальная премия по новеллистике (Prémio Nacional de Novelistica) за роман O Primeiro Crime de Simão Bolandas («Первое преступление Симана Боландаша»)[2]
- 1972 — Национальная премия по новеллистике за роман Letícia e Lobo Júpiter («Летисия и волк Юпитер»)[2]
- Член Лиссабонской академии наук

## Публикации

### Поэзия
- 1919 — Orações do Crepúsculo, автор предисловия Тейшейра де Пашкуайш
- 1921 — Nau Errante
- 1953 — Evasão
- 1978 — Sonetos

### Проза
- 1943 — Enfermaria, Prisão e Casa Mortuária, новелла, последняя редакция 1962 года
- 1945 — O Mal e o Bem, новелла
- 1947 — O Caminho para Lá, роман
- 1952 — Contos do Dia e da Noite, рассказы, переизданы в 1961 году
- 1955 — Histórias Castelhanas[4], 2-е изд. 1961
- 1957 — O Homem Contemporâneo
- 1957 — Sortilégio do Natal

- 1961 — Histórias deste Mundo e do Outro
- 1963 — O Dia Marcado
- 1964 — Contos de Natal
- 1965 — O Primeiro Crime de Simão Bolandas, роман
- 1966 — Histórias das Horas Vagas
- 1967 — Histórias do Mês de Outubro
- 1969 — A Vinha da Maldição
- 1970 — O Vento e os Caminhos
- 1971 — O Destino e a Aventura
- 1972 — Letícia e o Lobo Júpiter
- 1979 — O Sobreiro dos Enforcados e Outras Narrativas Extraordinárias[4], новеллы

### Эссе
- 1932 — A Crise de Idealismo na Arte e na Vida Social
- 1944 — Paisagem Social Portuguesa
- 1951 — História da Civilização, 3 volumes
- 1965 — A Medicina e a Literatura nas suas Múltiplas Relações
- 1974 — Livros Proibidos

### Театр
- 1958 — A Traição Inverosímil

## Переводы на русский язык
- В больнице // Была темная ночь / Сост. и предисл. Е. А. Ряузовой. — М.: Государственное издательство художественной литературы, 1962. — 319 с. — 50 000 экз.